# I. e. 575
Évszázadok: i. e. 7. század – i. e. 6. század – i. e. 5. század
Évtizedek: i. e. 620-as évek – i. e. 610-es évek – i. e. 600-as évek – i. e. 590-es évek – i. e. 580-as évek – i. e. 570-es évek – i. e. 560-as évek – i. e. 550-es évek – i. e. 540-es évek – i. e. 530-as évek – i. e. 520-as évek
Évek: i. e. 580 – i. e. 579 – i. e. 578 – i. e. 577 –  i. e. 576 – i. e. 575 – i. e. 574 – i. e. 573 – i. e. 572 – i. e. 571 – i. e. 570